# 高知中学校・高等学校
高知中学高等学校（こうちちゅうがくこうとうがっこう）は、高知県高知市北端町に所在し、中高一貫教育を提供する私立中学校・高等学校。
高知学園短期大学付属幼稚園から高知学園大学・高知リハビリテーション専門職大学まである高知学園の中等部・高等部。高知県有数の私立教育機関であり、「学園」の愛称で呼ばれている。

## 概要
1899年に創設。
野球部は中学・高校共に全国大会での優勝経験がある。
高知学園のシンボルとして、朝の朝礼と6時間目（火・水・金）、7時間目（月・木）の授業終了時の2度鳴らされる「世界の鐘」がある。

### アクセス
- 最寄駅:旭駅
- 最寄バス停: 旭駅前通（とさでん交通、県交北部交通）

## 設置課程・学科
全日制課程
- 普通科
  - 文理コース
  - スポーツ進学コース
  - 特進コース

## 特色

### 制服
制服は学生服が学習院風の制服、夏期のみ水色のセーラー服と高知県下でも特色のある制服である。

### 施設
高校棟、中学棟、管理棟、体育館、食堂、屋内温水プール、クラブ棟、駐輪場兼用テニスコート、弓道場、中高運動場、射撃場、高校野球部旭グラウンド（高知市尾立）、新屋敷グラウンド（テニスコート・サッカーコート）

### 校歌
当校教員であった橋詰泰二の作詞、平井康三郎の作曲で作られた。なお、この2名はともに明徳義塾中学校・高等学校の校歌も手掛けている。

## 沿革
- 1899年4月 - 江陽学舎として創立。
- 1903年4月 - 江陽学舎を江陽学校と改称。
- 1919年4月 - 城東商業学校設立。
- 1921年12月 - 財団法人城東商業学校設立。
- 1944年4月 - 高知女子商業学校設立。
- 1946年4月 - 高知女子商業学校を橘高等女学校と改称。
- 1948年4月 - 旧制城東商業学校、橘高等女学校を新制城東高等学校・城東中学校として移行設立。
- 1951年3月 - 財団法人城東高等学校を学校法人城東高等学校と改称。
- 1952年3月 - 学校法人城東高等学校を学校法人城東学園に組織変更。城東学園附属幼稚園設立。
- 1956年5月 - 学校法人城東学園を学校法人高知学園に組織変更、城東高等学校を高知高等学校と改称。城東中学校を高知中学校と改称。城東学園附属幼稚園を高知学園附属幼稚園と改称。
- 1956年12月 - 高知小学校開校。
- 1957年4月 - 現在地の高知市北端町100番地に移転。
- 1960年4月 - 高知学園高知工業高等学校を開校。
- 1962年4月 - 高知学園高知工業高等専門学校を開校（翌年国立高知工業高等専門学校に移管）。
- 1963年3月 - 高知高等学校商業科廃止。
- 1964年3月 - 私立高知工業高等学校閉校。
- 1967年4月 - 高知学園短期大学を開校（工業高校校舎を転用）。
- 1968年4月 - 高知リハビリテーション学院開学。
- 1982年3月 - 高知高校校舎、体育館改築落成（現在の校舎）。
- 1983年8月 - 高知中学校校舎、管理特別棟改築落成本館改築落成（現在の校舎）。
- 1995年4月 - 高知幼稚園を高知学園短期大学附属高知幼稚園と改称。
- 2019年4月 - 高知リハビリテーション専門職大学開学。
- 2020年4月 - 高知学園大学開学。

## 行事

### 1学期
- 4月 - 入学式、始業式、オリエンテーション、遠足
- 5月 - 中間考査、宿泊研修（中1）、高校県総体壮行式
- 6月 - 修学旅行（中2）
- 7月 - 期末考査、終業式
- 8月 - 夏季補習、勉強合宿

### 2学期
- 9月 - 始業式、高校体育祭（橘祭）、中学運動会
- 10月 - 中間考査
- 11月 - 学園祭
- 12月 - 期末考査、終業式、保護者面談、冬季補習、共通テスト直前講座（高3)

### 3学期
- 1月 - 始業式、学園（創立）記念日（1月23日）
- 2月 - 高校卒業式、国公立二次試験対策講座（高3）、中学クラスマッチ
- 3月 - 学年末考査、中学卒業式、修了式（中1・2・高1・2）

## 部活動
- 陸上部
- 弓道部
- 相撲部
- 空手道部
- 剣道部
- 柔道部
- 野球部
- テニス部
- 卓球部
- バスケットボール部
- サッカー部
- ゴルフ部
- ライフル射撃部
- バレーボール部
  - 春の高校バレー 出場25回
  - 高校総体 出場23回
- 天文部
- 書道部
- 化学部
- 文芸部
- 家庭科クラブ
- 写真部
- 新聞部
- レオクラブ
- 華道部
- 美術部
- 茶道部
- 軽音楽部
- ダンス部
- 吹奏楽部
- ESSクラブ
- JRCクラブ

### 野球部
高知県の高校では唯一、センバツと夏の甲子園の両方で全国制覇の経験がある。2005年には、明徳義塾の不祥事による出場辞退を受けて、第87回選手権大会に急遽繰り上げ出場した経験がある。2009年の第91回選手権大会の1回戦では、広島県代表の如水館との試合が、2日連続で雨天ノーゲームとなる珍事が発生した。甲子園での試合結果については選抜高等学校野球大会 (高知県勢)及び全国高等学校野球選手権大会 (高知県勢)を参照のこと。
中学校の軟式野球部も強豪であり、2018年に全日本少年春季軟式野球大会と全国中学校軟式野球大会の双方で優勝を収めたことで、過去に優勝経験のある全日本少年軟式野球大会と合わせて星稜中学校に次ぐ史上2校目の全国大会3冠を達成した。

## 主な卒業生

### 野球
- 大崎昭夫
- 西岡清吉
- 土居章助
- 横山小次郎
- 有藤通世
- 小松健二
- 弘田澄男
- 杉村繁
- 西山一宇
- 土居龍太郎
- 甲藤啓介
- 二神一人
- 和田恋
- 木下拓哉
- 公文克彦
- 森木大智
- 榮枝裕貴
- 松岡英孝

### 政治家
- 中西哲
- 広田一
- 板原啓文
- 楠瀬耕作
- 泥谷光信
- 浜田豪太

### 文化・芸能
- 浜田治貴（俳優・声優・ナレーター）
- Trinity（シンガーデュオ）
- 小野大輔（声優）
- 高瀬泰幸（声優）
- 生田鷹司（PENGUIN RESEARCH）
- 福富博（映画監督）

### その他
- 神野正英（陸上競技）
- 山岡祐也（バレーボール）
- 高杉亮太（サッカー）
- 進藤貞和（元三菱電機社長）
- 川添哲夫（剣道）
- 土佐ノ海敏生（相撲）
- 荒勢永英（タレント）
- 森本裕介（システムエンジニア、SASUKE完全制覇者）